# Francuski cmentarz wojenny we Wrocławiu
Francuski cmentarz wojenny we Wrocławiu – nekropolia we Wrocławiu istniejąca od 1946 do 1952, na której pochowani byli ekshumowani z grobów całego Dolnego Śląska żołnierze francuscy – jeńcy wzięci do niewoli niemieckiej podczas ataku na Francję, a także później uwięzieni w ramach akcji Nacht und Nebel Francuzi i francuscy robotnicy przymusowi zmarli lub zabici na terenie Dolnego Śląska.
Budowę cmentarza o powierzchni 0,94 ha rozpoczęto we współpracy z rządem francuskim w październiku 1945, w granicach ówczesnego Cmentarza Grabiszyńskiego, na wolnej działce przyległej do Cmentarza Żołnierzy Włoskich, a jej koszty pokrywały w całości władze polskie. Pierwsze pochówki obejmujące 175 ciał przeprowadzono od końca IX do początku XI 1946 r. Uroczystego otwarcia cmentarza dokonano 20 XI 1946 r. W I połowie 1947 pogrzebano tu kolejnych 7 zwłok ekshumowanych z obszaru Wrocławia oraz obsadzano nekropolię roślinnością i budowano aleje. W sierpniu tego roku strona francuska zmieniła zdanie i uznała lokalizację cmentarza za zbyt mało reprezentacyjną, wstrzymano więc prace i zaczęto poszukiwać lepszej lokalizacji. Tym razem koszty miała ponosić Francja. Wybrano działkę na Psim Polu, jednak pomimo wszczęcia prac przygotowawczych, strona polska w czerwcu 1949 zrezygnowała z tej budowy, z powodów problemów własnościowych działki oraz z powodów pogarszających się relacji francusko-polskich. W tej sytuacji od jesieni 1949 r. wznowiono ekshumacje francuskich ofiar wojny, chowając je na dotychczasowej nekropolii na Grabiszynie, którą jednocześnie powiększono. Dzięki temu jesienią 1950 r. było tam już 1289 pochowanych ciał. Rząd francuski podjął jednak decyzję o likwidacji tego cmentarza i przeniesieniu wszystkich szczątków do Francji. Pierwszą turę ekshumacji z nekropolii grabiszyńskiej, obejmującą prawie 800 ciał, przeprowadzono w maju 1951, a drugą, ostatnią, we wrześniu 1952, kiedy wydobyto 540 zwłok. 